# Oberhof (Bad Tölz)

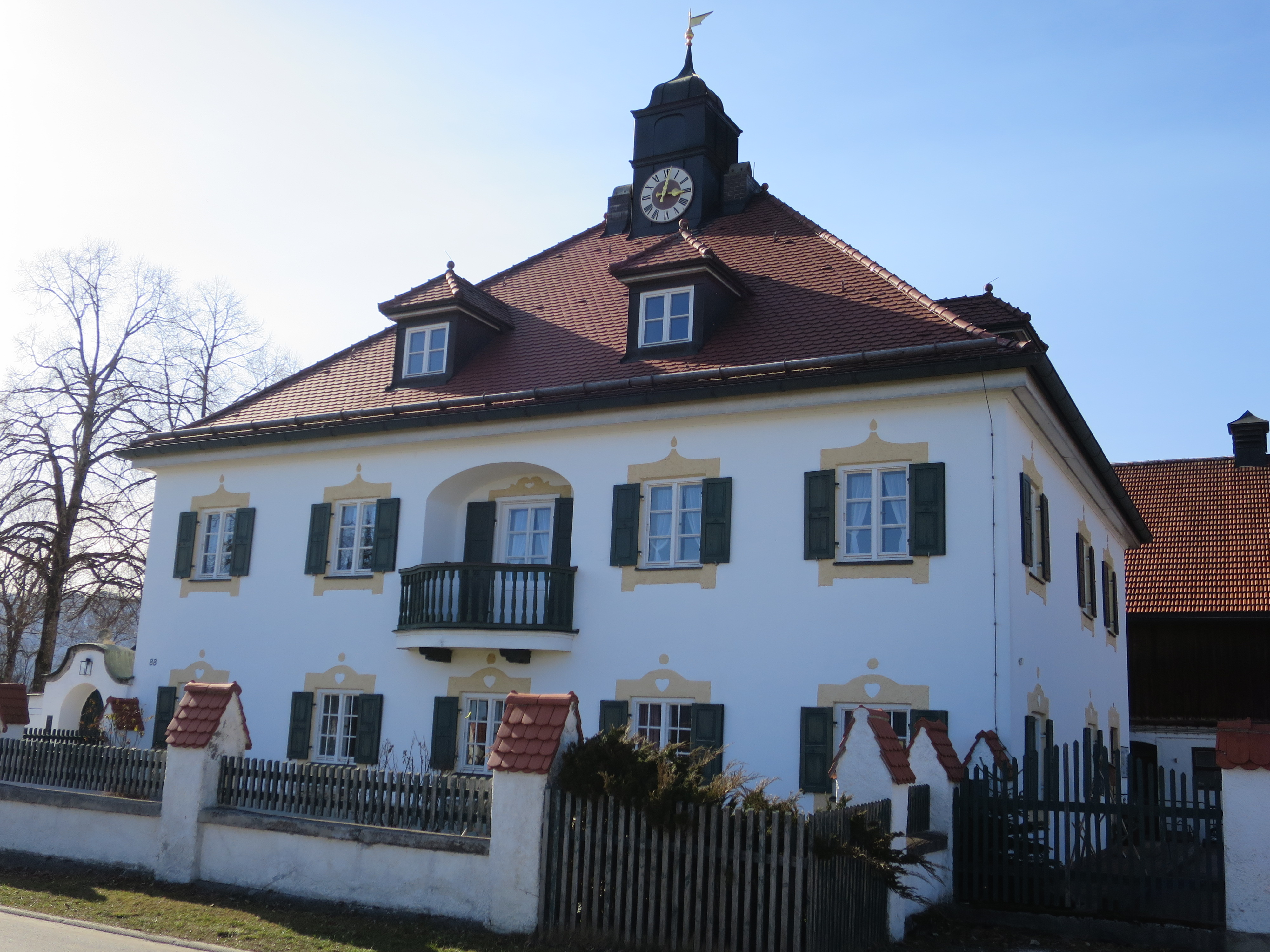
Gutshaus in Oberhof

Oberhof ist ein Stadtteil von Bad Tölz im oberbayerischen Landkreis Bad Tölz-Wolfratshausen. 

## Lage
Die Einöde liegt circa 500 Meter nordöstlich von Bad Tölz und ist über die Staatsstraße 2368 zu erreichen.

## Baudenkmäler
- Gutshof, um 1900/01, von Gabriel von Seidl
- Feldkapelle